# عهد وفا
عهد وفا هو مسلسل تلفزيوني لجيل الشَّباب في 2019 من إنتاج العلاقات العامة بين الخدمات (أي أس بي آر) ومومنة دريد لبرنامج هم تي في. هو مسلسل عسكري عن أربعة أصدقاء مدرسة لهم آمال مختلفة وكيف تتغير حياتهم بمرور الوقت ويواجهون الصُّعوبات والتَّحديات والغدر في صداقتهم- كان العرض الأوَّل 22 سبتمبر 2019 على هم تي في وبي تي في هوم وتُعرض الحلقة الأسبوعيَّة كل نهار أحد، وكانت الأدوار من بطولة أحد رضا مير، عثمان خالد بوت، أحمد علي أكبر، وهج علي، أليزة شاه وزارا نور عباس.
كان العرض من ثالث أكثر العناصر بحثًا من بين فئة 'الأفلام & التلفزيون' على جوجل في باكستان كما أكد ذلك تقرير نهاية العام لاتجاهات غوغل. بُثَّ أيضًا في اللُّغة البشتويَّة على هم بشتو 1 بنفس العنوان. حقَّق العرض نجاحًا على الصَّعيد النَّقدي والتِّجاري، حيث حظي بشعبية في باكستان المملكة المتحدة والهند.

## البث
تمَّ عرض «عهد وفا» لأوَّل مرَّة في 22 سبتمبر 2019.
يبث عهد وفا حلقة أسبوعية كل يوم أحد بعد آنا.
منذ بداية عرضه، بتوقيت السَّاعة 8.00 مساءا.
تمَّ بثَّه على 'هم نتورك' في المملكة المتحدة، على 'هم تي في' في الولايات المتحدة الأميريكية، و 'هم تي في مينا' على الإمارات العربية المتحدة، بنفس التوقيتات والتَّاريخ الذي بث فيه لأوَّل مرَّة.
بثَّت جميع محطَّات البث الدوليَّة المسلسل وفقا لتوقيتاتها القياسيَّة.
تمَّ بثَّه في وقت واحد على قناة الدولة 'بي تي في هوم' بنفس التوقيتات.
تمَّ دبلجة العرض باللُّغة البشتويَّة وتمَّ بثَّه بواسطة 'هم بشتو 1' بنفس العنوان.

## فريق العمل
- أحد رزا مير بدور سعد
- أحمد علي أكبر بدور شهريار
- عثمان خالد بوت بدور ملك شاهزين
- وهاج علي بدور شارق
- عدنان صمد خان بدور غلزار حسين
- أليزة شاه بدور دعاء
- زارا نور عباس بدور راني
- حاجرة يامين بدور رمشا
- فراز يحيى
- ونيزة أحمد بدور أم سعد
- فراز إنعام صديقي بدور العميد (فيما بعد اللِّواء) فراز، والد سعد
- كومل ساجد بدور رمين، أخت سعد
- خليفة سجير الدين بدور فردوس علم بيغ المشرف على كلية لورانس
- سيد محمد أحمد بدور ملك الله يار، جد شاه زين
- ميان وسام وحيد كأب للصَّلاة
- إعجاز أحمد نيازي بدور العميد لكليَّة لورانس
- آغا محمد علي
- عظيم سجاد بدور والد شاه زين
- نعيمة نعيم بات بدور أخت شارق
- أنجوم حبيبي بدور والد شهريار
- منزه عارف بدور والدة شاه زين